# Kim Jongdzsu (játékvezető)
Kim Jongdzsu (koreaiul: 김영주; Tegu, 1957. december 30.–) dél-koreai nemzetközi labdarúgó-játékvezető. Angol megnevezések: Young Joo Kim-, Kim Joo-Woo-, Kim Young-Joo.

## Pályafutása

### Nemzeti játékvezetés
Játékvezetői vizsgáját követően a Tegui labdarúgó-szövetség által üzemeltetett labdarúgó bajnokságokban kezdte sportszolgálatát. A Dél-koreai Labdarúgó-szövetség Játékvezető Bizottságának (JB) minősítésével 1988-tól a K-League játékvezetője. Küldési gyakorlat szerint rendszeres partbírói, (1993-tól) 4. bírói szolgálatot is végzett. A nemzeti játékvezetéstől 2002-ben visszavonult.

### Nemzetközi játékvezetés
A Dél-koreai labdarúgó-szövetség JB terjesztette fel nemzetközi játékvezetőnek, a Nemzetközi Labdarúgó-szövetség (FIFA) 1992-től tartotta nyilván bírói keretében. Több nemzetek közötti válogatott és klubmérkőzést vezetett, vagy működő társának partbíróként segített. Profi játékvezetőként Japánban, Kínában, Iránban és Brazíliában is vezetett mérkőzéseket. A  nemzetközi játékvezetéstől 2002-ben a FIFA 45 éves korhatárát elérve búcsúzott.

#### Labdarúgó-világbajnokság
Az U20-as, az 1997-es ifjúsági labdarúgó-világbajnokságon a FIFA JB hivatalnokként alkalmazta.
| Időpont          | Helyszín                        | Mérkőzés típusa              | Mérkőzés                                     | Eredmény | Nézők száma |
| ---------------- | ------------------------------- | ---------------------------- | -------------------------------------------- | -------- | ----------- |
| 1997. június 17. | Shah Alam Stadion, Kuala Lumpur | csoportmérkőzés (A. csoport) | Uruguay–Belgium                              | 3 – 0    | 2 000       |
| 1997. június 22. | Shah Alam Stadion, Kuala Lumpur | csoportmérkőzés (A. csoport) | Marokkó–Uruguayi U20-as labdarúgó-válogatott | 0 – 0    | 25 000      |
| 1997. július 2.  | Sarawak Stadion, Kuching        | egyik elődöntő               | Írország–Argentína                           | 0 – 1    | 14 976      |

---
Az 1998-as labdarúgó-világbajnokságon, valamint a 2002-es labdarúgó-világbajnokságon a FIFA JB bíróként alkalmazta. Selejtező mérkőzéseket az AFC és a CONCACAF zónában vezetett. Az első dél-koreai bíró, aki világbajnokságon tevékenykedhetett. Világbajnokságon vezetett mérkőzéseinek száma: 1.

##### 1998-as labdarúgó-világbajnokság
| Időpont           | Helyszín                       | Mérkőzés típusa           | Mérkőzés            | Eredmény | Nézők száma |
| ----------------- | ------------------------------ | ------------------------- | ------------------- | -------- | ----------- |
| 1997. március 31. | Youth Welfare Stadion, Dzsidda | első forduló (1. csoport) | Szaúd-Arábia–Tajvan | 6 – 0    | 9 000       |

##### 2002-es labdarúgó-világbajnokság

###### Selejtező mérkőzés
| Időpont             | Helyszín                        | Mérkőzés típusa             | Mérkőzés                            | Eredmény | Nézők száma |
| ------------------- | ------------------------------- | --------------------------- | ----------------------------------- | -------- | ----------- |
| 2001. március 25.   | Morera Soto Stadion, Alajuela   | döntő csoport (1. mérkőzés) | Costa Rica–Trinidad és Tobago       | 3 – 0    | 17 500      |
| 2001. május 17.     | Municipal Stadion, Bejrút       | első forduló (5. csoport)   | Libanon–Thaiföld                    | 1 – 2    | 15 000      |
| 2001. július 1.     | Azték Stadion, Mexikóváros      | döntő csoport (2. mérkőzés) | Mexikó–Egyesült Államok             | 1 – 0    | 110 000     |
| 2001. augusztus 17  | Sheikh Zayed Stadion, Abu-Dzabi | második kör (B. csoport)    | Egyesült Arab Emírségek–Üzbegisztán | 4 – 1    | 15 000      |
| 2001. szeptember 28 | Al-Shaab Stadion, Bagdad        | második kör (A. csoport)    | Irak–Bahrein                        | 1 – 0    | 15 000      |
| 2001. október 12.   | Azadi Stadion, Teherán          | második kör (A. csoport)    | Irán–Iraki labdarúgó-válogatott     | 2 – 1    | 100 000     |

###### Világbajnoki mérkőzés
| Időpont         | Helyszín                     | Mérkőzés típusa              | Mérkőzés             | Eredmény | Nézők száma |
| --------------- | ---------------------------- | ---------------------------- | -------------------- | -------- | ----------- |
| 2002. június 3. | Világbajnoki Stadion, Ulszan | csoportmérkőzés (C. csoport) | Brazília–Törökország | 2 – 1    | 33 842      |

#### Ázsia-kupa
Az 1996-os Ázsia-kupán, illetve a 2000-es Ázsia-kupán AFC JB játékvezetőként foglalkoztatta.

##### 1996-os Ázsia-kupa
| Időpont            | Helyszín                            | Mérkőzés típusa              | Mérkőzés                                                  | Eredmény | Nézők száma |
| ------------------ | ----------------------------------- | ---------------------------- | --------------------------------------------------------- | -------- | ----------- |
| 1996. december 9.  | Tahnún bin Mohammed Stadion, al-Ajn | csoportmérkőzés (C. csoport) | Szíria–Kína                                               | 0 – 3    | 3 000       |
| 1996. december 11. | Ál Maktúm Stadion, Dubaj            | csoportmérkőzés (B. csoport) | Iraki labdarúgó-válogatott–Thaiföldi labdarúgó-válogatott | 4 – 1    | 3 000       |
| 1996. december 21. | Zájed Sejk Stadion, Abu-Dzabi       | bronzmérkőzés                | Iráni labdarúgó-válogatott–Kuvait                         | 1 – 1    | 60 000      |

##### 2000-es Ázsia-kupa
| Időpont           | Helyszín                    | Mérkőzés típusa              | Mérkőzés                                                      | Eredmény | Nézők száma |
| ----------------- | --------------------------- | ---------------------------- | ------------------------------------------------------------- | -------- | ----------- |
| 2000. október 15. | Sportvárosi Stadion, Bejrút | csoportmérkőzés (A. csoport) | Libanoni labdarúgó-válogatott–Iraki labdarúgó-válogatott      | 2 – 2    | 30 000      |
| 2000. október 20. | Nemzetközi Stadion, Szidón  | (C. csoport)                 | Szaúd-arábiai labdarúgó-válogatott–Üzbég labdarúgó-válogatott | 5 – 0    | 2 000       |

#### Afrikai nemzetek kupája
Az 1998-as afrikai nemzetek kupája labdarúgó tornán a CAF JB bírói szolgálatra alkalmazta.
| Időpont           | Helyszín                           | Mérkőzés típusa              | Mérkőzés                              | Eredmény | Nézők száma |
| ----------------- | ---------------------------------- | ---------------------------- | ------------------------------------- | -------- | ----------- |
| 1998. február 11. | Városi Stadion, Ouagadougou        | csoportmérkőzés (A. csoport) | Kamerun–Guinea                        | 2 – 2    | 2 000       |
| 1998. február 16. | Augusztus 4-e Stadion, Ouagadougou | csoportmérkőzés(B. csoport)  | Kongói Demokratikus Köztársaság–Ghána | 1 – 0    | 3 000       |

#### Konföderációs kupa
Az 1999-es konföderációs kupán a FIFA JB hivatalnokként vette igénybe szolgálatát.
| Időpont            | Helyszín                     | Mérkőzés típusa              | Mérkőzés                                                   | Eredmény | Nézők száma |
| ------------------ | ---------------------------- | ---------------------------- | ---------------------------------------------------------- | -------- | ----------- |
| 1999. július 27.   | Azték Stadion, Mexikóváros   | csoportmérkőzés (A. csoport) | Mexikó–Egyiptom                                            | 2 – 2    | 65 000      |
| 1999. július 30.   | Jalisco Stadion, Guadalajara | csoportmérkőzés (B. csoport) | Új-Zéland–Brazil labdarúgó-válogatott                      | 0 – 2    | 53 000      |
| 1999. augusztus 1. | Azték Stadion, Mexikóváros   | egyik elődöntő               | Mexikói labdarúgó-válogatott–Amerikai labdarúgó-válogatott | 1 – 0    | 82 000      |

#### CONCACAF-aranykupa
A 2000-es CONCACAF-aranykupa labdarúgó tornán a CONCACAF JB bíróként foglalkoztatta.
| Időpont           | Helyszín                               | Mérkőzés típusa              | Mérkőzés                                                                    | Eredmény | Nézők száma |
| ----------------- | -------------------------------------- | ---------------------------- | --------------------------------------------------------------------------- | -------- | ----------- |
| 2000. február 15. | Memorial Coliseum Stadion, Los Angeles | csoportmérkőzés (C. csoport) | Trinidad és Tobagó-i labdarúgó-válogatott–Guatemala                         | 4 – 2    | 23 621      |
| 2000. február 20. | Qualcomm Stadion, San Diego            | egyik negyeddöntő            | Costa Rica-i labdarúgó-válogatott–Trinidad és Tobagó-i labdarúgó-válogatott | 1 – 2    | 18 062      |

##### Tiger Kupa
Az 1998-as Tigre Kupán az AFC JB bíróként alkalmazta.
| Időpont             | Helyszín              | Mérkőzés típusa | Mérkőzés          | Eredmény | Nézők száma |
| ------------------- | --------------------- | --------------- | ----------------- | -------- | ----------- |
| 1998. szeptember 5. | Városi Stadion, Hanoi | döntő           | Szingapúr–Vietnám | 1 – 0    | 25 000      |

## Szakmai sikerek
Az Ázsiai Labdarúgó-szövetség (AFC) JB 2001-ben az Év Játékvezetője elismerő címmel jutalmazta.